# Somalier
Somalier (somaliska: Soomaalida 𐒈𐒝𐒑𐒛𐒐𐒘𐒆𐒖, arabiska: صوماليون) är en östkushitisk folkgrupp som framför allt bebor Afrikas horn. De är en av de största etniska grupperna på den afrikanska kontinenten och bebor i arealer räknat ett av de största landområdena i Afrika.
Somalier utgör majoritetsbefolkningen i Somalia och vidare har de historiska rötter koncentrerade till Etiopien, Kenya och Djibouti, där de i dag räknas till minoritetsbefolkningen. Utöver Afrika har somalier liksom andra etniska grupperingar på den afrikanska kontinenten emigrerat i större grupper till Europa och Nordamerika.

## Etymologi
Samaale, är den äldsta kända gemensamma anfadern till flera somaliska klaner, och betraktas allmänt som ursprunget till etnonymen somalie.

## Somaliska klaner
Alla som bor i Somalia tillhör somaliska klaner eller minoriteter, dock innebär det inte att klanerna är isolerade till landet Somalias gränser. Klansystemet genomsyrar hela landets samhälle och utgör av tradition grunden för en individs juridiska och ekonomiska trygghet. Som exempel kan nämnas att xeer, den somaliska sedvanerätten, är starkt knuten till klansystemet. Skillnaden mot andra grupper är att klanernas släktled kan härledas till profeten Mohammed.

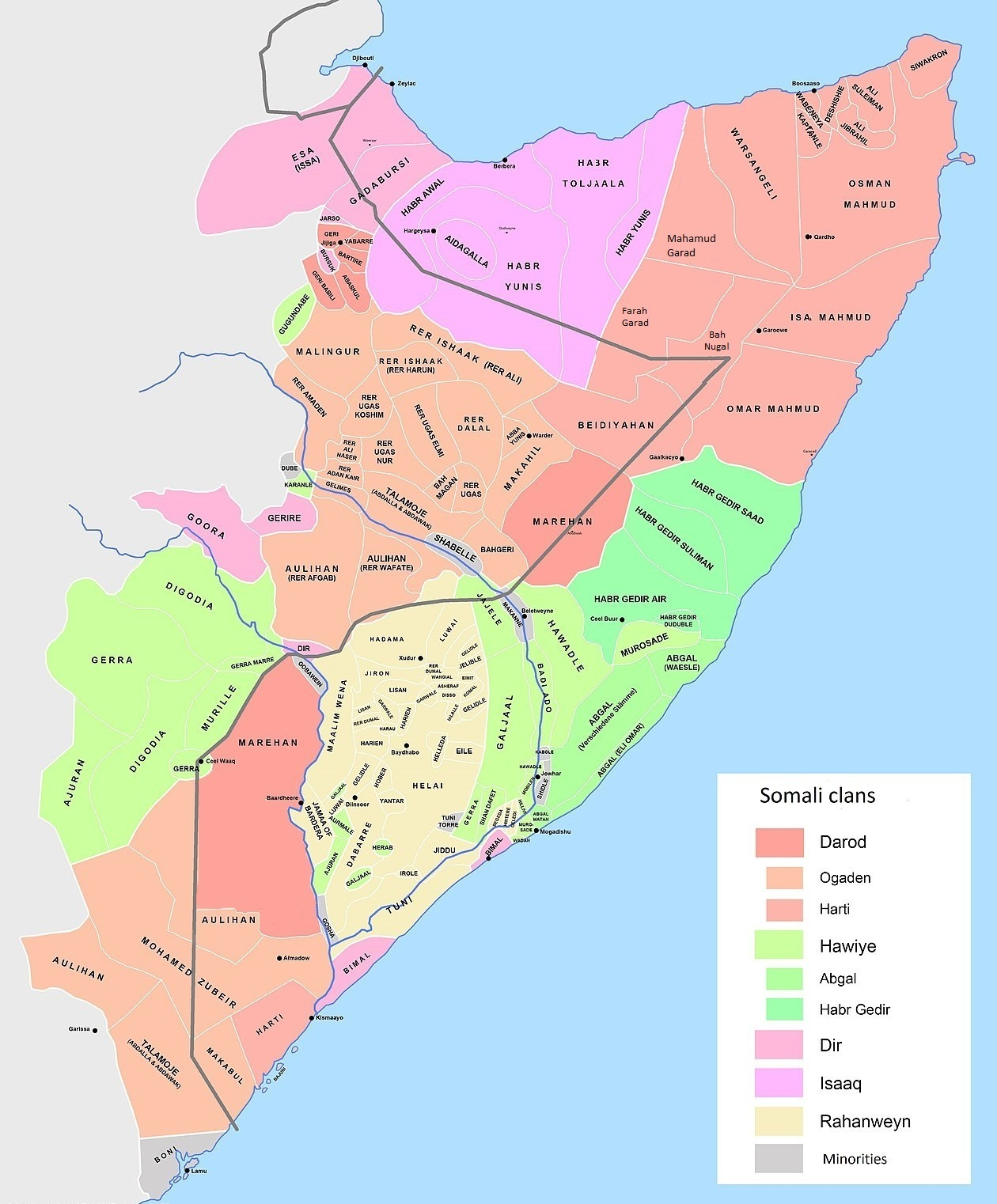
Karta över de somaliska klanerna

Klansystemet är patriarkalt. Underklaner, en diyabetalande subklan, sköter bilaterala förhandlingar med en annan klan utgör ryggraden i xeer. Genom dessa har männen tillgång till xeer. Genom en manlig släkting – oftast fadern, maken eller en bror – har kvinnorna tillgång till xeer.
Klanerna är indelade i olika grupper. Majoriteten av folket i Somalia tillhör de "ädla klanerna"; ett jordbrukande nomadfolk som talar Af-Maxaa-tiri. Dit hör klanerna Darood, Hawiye, Dir och Isaaq. En annan stor grupp är Rahanweyn som är bosatta i flodområdet mellan Juba och Shabelle-floderna i södra Somalia. Dessa är huvudsakligen bofasta agropastoralister och talar af-Maay-tiri.